# Danuše Kšicová
Danuše Kšicová (26. dubna 1932, Brno – 31. ledna 2017, tamtéž) byla česká vysokoškolská učitelka a rusistka.

## Život a dílo
Narodila se v Brně jako dcera úředníka, který vystudoval obchodní akademii a který poté pracoval v nakladatelství. Její maminka byla filoložka-samouk, jež jí čítávala např. pohádky v ruštině. Danuše Kšicová vystudovala roku 1956 dvouoborovou kombinaci čeština–ruština (prom. pedagog) na UJEP v Brně, o čtyři roky později se stala prom. filoložkou v oboru rusistiky. V roce 1969 získala doktorát filozofie (PhDr.), na který navázala – pod vedením českého prof. Franka Wollmanna – o rok později úspěšně obhájenou kandidátskou prací (CSc.) z oboru slovanských literatur. V roce 1991, tj. o 21 let později, byla jmenována doktorkou věd (DrSc.), o rok později se již úspěšně habilitovala (doc.). Jmenovací řízení profesorem pro obor Dějiny ruské literatury absolvovala až v roce 1995; jmenovací dekret následně převzala z rukou prvního českého prezidenta Václava Havla.
Danuše Kšicová žila v Žabovřeskách a celou svojí pedagogickou dráhu spojila s brněnskou Masarykovou univerzitou, kde působila od studií až do své smrti. Poslední rozloučení s prof. Danuší Kšicovou se konalo v sobotu dopoledne dne 4. února 2017 v Brně.

### Přehled publikační činnosti (výběr)

#### Literární věda
- Z dějin ukrajinské kultury: umění, divadlo, hudba. 1. vyd. Brno: Masarykova univerzita, 2014. 281 S.
- Od moderny k avantgardě: rusko-české paralely. 1. vyd. Brno: Masarykova univerzita, 2007. 467 S.
- Secese: slovo a tvar. 1. vyd. Brno: Masarykova univerzita, 1998. 320 S.
- Kšicová, Danuše a kol. Východoslovanské literatury v českém prostředí do vzniku ČSR. 1. vyd. Brno: Masarykova univerzita, 1997. 210 S.
- Russkaja poezija na rubeže stoletij: 1890-1910. 1. vyd. Praha: SPN, 1990. 345 S.
- Ruská literatura 19. a začátku 20. století v českých překladech: kapitoly z dějin literárních vztahů. 1. vyd. Praha: SPN, 1988. 310 S.
- Ruská poezie v interpretaci Františka Táborského: z dějin česko-ruských literárních vztahů. 1. vyd. Brno: Univerzita J. E. Purkyně, 1980. 1979. 190 S.

#### Překlady z ruštiny
- Merežkovskij, Dmitrij Sergejevič. Pavel I.: hra v originále a překladu. 1. vyd. Brno: Masarykova univerzita, 2003. 274 S.